# معیار بازنده کندورسه
معیار بازندهٔ کندورسه (به انگلیسی: Condorcet loser)  از معیارهای انتخاباتی است که ریاضی‌دانان با کمک آن‌ها نظام‌های انتخاباتی را ارزیابی می‌کنند. یک نظام انتخاباتی معیار بازندهٔ کندورسه را برآورده می‌کند اگر بازندهٔ کندورسه تحت هیچ شرایطی برنده (یا یکی از برندگان) آن انتخابات نباشد. بازندهٔ کندورسه نامزدی است که در رقابت‌های دوبدو از همهٔ نامزدهای دیگر شکست می‌خورد.
رأی بدیل معیار بازندهٔ کندورسه را برآورده می‌کند، اما روش نخست‌گزینی این معیار را برآورده نمی‌کند.